# Knee Deep in the Hoopla
Knee Deep in the Hoopla es el título del álbum debut de estudio grabado por la banda de AOR estadounidense Starship, Fue lanzado al mercado por las compañías discográficas Grunt Records y RCA Records el 10 de septiembre de 1985. Fue certificado como disco de platino y produjo dos exitosos sencillos: "We Built This City" y "Sara".

## Lista de canciones
| Lado A |                                   |                                                     |          |  |
| N.º    | Título                            | Escritor(es)                                        | Duración |  |
| 1.     | «We Built This City»              | Bernie Taupin Martin Page Dennis Lambert Peter Wolf | 4:53     |  |
| 2.     | «Sara»                            | Ina Wolf                                            | 4:52     |  |
| 3.     | «Tomorrow Doesn't Matter Tonight» | Steven Cristol Robin Randall                        | 3:41     |  |
| 4.     | «Rock Myself to Sleep»            | Kimberley Rew Vince De la Cruz                      | 3:24     |  |
| 5.     | «Desperate Heart»                 | Randy Goodrum Michael Bolton                        | 4:04     |  |

| Lado B |                                         |                                     |          |  |
| N.º    | Título                                  | Escritor(es)                        | Duración |  |
| 1.     | «Private Room»                          | Craig Chaquico Mickey Thomas        | 4:51     |  |
| 2.     | «Before I Go»                           | David Roberts                       | 5:30     |  |
| 3.     | «Hearts of the World (Will Understand)» | Stephen Broughton Lunt Arthur Stead | 4:21     |  |
| 4.     | «Love Rusts»                            | Taupin Page                         | 4:57     |  |
| 40:28  |                                         |                                     |          |  |

| Pista adicional CD remasterizado |            |                      |          |  |
| N.º                              | Título     | Escritor(es)         | Duración |  |
| 1.                               | «Casualty» | P. Wolf Jeremy Smith | 4:34     |  |

## Créditos y personal
Starship
- Mickey Thomas: voz principal y coros
- Grace Slick: voz principal y coros
- Craig Chaquico: guitarra eléctrica y coros
- Pete Sears: bajo
- Donny Baldwin: batería y Caja de ritmos

Músicos adicionales
- Peter Wolf: sintetizadores